# Крисак Іван Богданович
Іван Богданович Крисак (нар. 20 червня 1958, с. Сков'ятин, нині Україна) — український громадсько-політичний діяч. Член партії ВО «Батьківщина» (2005). Депутат Тернопільської обласної ради (2006). 1-й заступник (від 15 квітня 2014), в. о. (від 19 листопада 2014 до 2 квітня 2015), т. в. о. (від 11 червня до 31 жовтня 2019) голови Тернопільської ОДА.

## Життєпис
Іван Крисак народився 20 червня 1958 року в селі Сков'ятині, нині Борщівської громади Чортківського району Тернопільської области України.
Закінчив Полтавський інженерно-будівельний інститут.
Працював робітником будівельної бригади колгоспу «Україна» Бережанського району (липень 1975 — серпень 1983), інженером по технічному нагляду за будівництвом колгоспу «Ангелівка» Тернопільського району (серпень 1983 — квітень 1989), головою кооперативу «Ремонтник» (квітень 1989 — травень 1996), директором ТОВ «Воскресіння» (червень 1996 — листопад 2007), директором ТОВ АПФ «Весна» (листопад 2007 — травень 2008), помічник-консультант народного депутата України від БЮТ Василя Деревляного (з 15 травня по 10 червня 2008), головним спеціалістом інформаційно–аналітичного відділу (червень — липень 2008), в. о. начальника головного управління (липень 2008 — 9 травня 2009) Державного комітету України із земельних ресурсів України, начальником головного управління Держкомзему у Тернопільській області (9 травня 2009 — 16 вересня 2010). Потім тимчасово не працював. З 2 травня 2013 року — заступник директора ТОВ АПФ «Весна», 16 жовтня 2013 року переведений на посаду головного бухгалтера ТОВ АПФ «Весна».
З березня 2014 року — 1-й заступник голови Тернопільської обласної державної адміністрації. 18 листопада 2014 — 2 квітня 2015 року — виконувач обов'язків голови Тернопільської обласної державної адміністрації. 11 червня — 31 жовтня 2019 року — тимчасово виконувач обов'язків голови Тернопільської обласної державної адміністрації.

### Родина
Одружений, четверо дітей: дочка Наталія, дочка Анастасія, дочка Софія, син Богдан.